# Jinhe (köpinghuvudort i Kina, Heilongjiang Sheng, lat 46,74, long 127,15)
Jinhe (kinesiska: 津河, 津河镇) är en köpinghuvudort i Kina. Den ligger i provinsen Heilongjiang, i den nordöstra delen av landet, omkring 120 kilometer norr om provinshuvudstaden Harbin. Antalet invånare är 19 828. Befolkningen består av 9 728 kvinnor och 10 100 män. Barn under 15 år utgör 13,0 %, vuxna 15-64 år 79 %, och äldre över 65 år 6,0 %.
Runt Jinhe är det ganska tätbefolkat, med 185 invånare per kvadratkilometer. Närmaste större samhälle är Dayou, 16,7 km sydväst om Jinhe. Trakten runt Jinhe består till största delen av jordbruksmark.
Genomsnittlig årsnederbörd är 871 millimeter. Den regnigaste månaden är juli, med i genomsnitt 215 mm nederbörd, och den torraste är januari, med 9 mm nederbörd.